# Pimpinella buchananii
Pimpinella buchananii är en växtart i släktet bockrötter (Pimpinella) och familjen flockblommiga växter. Den beskrevs av Hermann Wolff 1912.
Arten återfinns i centrala Afrika, från Sudan i norr till Moçambique i söder.

## Underarter och varieteter
Arten delas in i följande underarter och varieteter:
- P. b. subsp. buchananii
- P. b. subsp. septentrionalis
- P. b. var. longistyla